# McGill-universiteit
De McGill-universiteit is een universiteit in de Canadese stad Montréal. De universiteit heeft 11 faculteiten en 10 scholen. Er studeren meer dan 30.000 studenten, van wie 80% Canadees is. Velen willen er studeren, maar minder dan de helft van de aanvragers kunnen zich ook echt inschrijven. Ook het onderzoek aan McGill staat hoog aangeschreven.

## Geschiedenis
De universiteit werd vernoemd naar James McGill, een rijke handelaar uit Montréal. Hij schonk na zijn dood een stuk grond en een deel van zijn vermogen voor de stichting van een universiteit.
De onderwijstaal is Engels. In 1969 werd daartegen geprotesteerd, omdat Montréal en Québec in hoofdzaak Franstalig zijn, en Engels als elitair gold. De "McGill français"-beweging leidde echter niet tot resultaten. Anno 2009 beroemt de universiteit zich er echter op ook onderwijs in het Frans aan te bieden.

## Bekende afgestudeerden
- Harriet Brooks
- John Falk
- Ruby Lake-Richards (ook universitair docent)
- Jordan Peterson
- Henry Mintzberg

## Ander hoger onderwijs in Montréal
- Universiteit van Montréal (Université de Montréal)
- École Polytechnique de Montréal
- École des Hautes Études commerciales de Montréal
- Université du Québec à Montréal
- Concordia-universiteit (Concordia University)